# マーレエレクトリックドライブズジャパン
マーレエレクトリックドライブズジャパン株式会社は、静岡県沼津市に本社を置く電装品と発電機、モーターを製造するメーカー。国産電機株式会社を前身とする。かつては日立グループであったが、マーレジャパン株式会社に第三者割当増資を経て、現在はマーレジャパン株式会社の完全子会社。

## 沿革
- 1931年（昭和6年） - 航空機用マグネトの国産化を使命として東京麹町に国産電機株式会社を設立。
- 1942年（昭和17年） - 静岡県沼津市に駿東工場を新設。
- 1949年（昭和24年） - 本社を沼津市とし駿東工場を本社工場とする。
- 1951年（昭和26年） - 二輪車用、農汎用発動機用等のマグネトの生産開始。
- 1961年（昭和36年） - 株式を東京証券取引所第二部に上場。
- 1963年（昭和38年） - 小型モーターの生産開始。
- 1967年（昭和42年） - 集魚灯用交流発電機、エンジンジェネレータ用発電機の生産開始。
- 1968年（昭和43年） - 株式会社日立製作所と業務提携。
- 1969年（昭和44年） - C.Dイグナイタの生産開始。
- 1970年（昭和45年） - 台全電機有限公司（台北市）に技術供与。
- 1972年（昭和47年） - 丸八電機株式会社を国産電機部品株式会社に商号変更し子会社化。
- 1973年（昭和48年） - エート電機株式会社を買収[2]。
- 1981年（昭和56年） - タイシャナトーン社（バンコク）に技術供与。
- 1984年（昭和59年） - ブラシレスモーターとコントローラの生産開始。
- 1986年（昭和61年） - インドに合弁会社INE社設立（マドラス市）、技術供与。
- 1986年（昭和61年） - 韓国マグネト社（晋州市）に技術供与。
- 1987年（昭和62年） - エンジン用電子ガバナーの生産開始。
- 1991年（平成3年） - ABS用モーター生産開始。（四輪市場に参入）
- 1992年（平成4年） - 株式会社日立製作所から製造受託した二輪車用、船外機用マグネトの直接販売開始。
- 1995年（平成7年） - エンジン発電機セットのOEM生産開始。スノーモービル及び船外機用燃料系EFI製品生産開始。
- 1996年（平成8年） - 中国に合弁会社廊坊科森電器有限公司設立、技術供与。
- 1996年（平成8年） - ISO 9001認証取得。
- 2000年（平成12年） - ISO 14001認証取得。
- 2004年（平成16年） - 静岡県御殿場市に工場取得。
- 2005年（平成17年） - 電動パワーステアリングモータの量産開始。
- 2006年（平成18年） - 原工業株式会社が国産電機部品株式会社より営業全部を譲り受け、国産テック株式会社に商号変更。
- 2010年（平成22年） - 本社本館建物を焼失。
- 2011年（平成23年） - 新事務棟（本館）完成。
- 2013年（平成25年） - 筆頭株主だった日立製作所など日立グループ3社がドイツ・マーレの日本法人（マーレジャパン株式会社）に株式を譲渡。日立グループから離脱。
- 2014年（平成26年） - タイにKokusan MAHLE Siam Co., Ltd.を設立。
- 2015年（平成27年）6月 - マーレジャパン株式会社が株式公開買付けにより90.12%の株式を取得し、同社の子会社となる。同社による株式等売渡請求を承認。
- 2015年（平成27年）7月 - 上場廃止。マーレジャパン株式会社の完全子会社となる。
- 2016年（平成28年）1月1日 - 社名をマーレエレクトリックドライブズジャパン株式会社に変更。東京営業拠点を廃止し本社内に統合、大阪営業拠点の呼称変更。
- 2021年（令和3年） 10月30日 - 秋田工場を閉鎖[2]。武藤電子工業（秋田県男鹿市）が11月1日から事業の一部を引き継ぎ武藤電子工業五城目工場となる[3]。

## 事業所
- 本社・テクニカルセンター - 静岡県沼津市大岡
- 沼津工場 - 静岡県沼津市大岡
- 御殿場工場 - 静岡県御殿場市神場

## 関係会社
- MAHLE Siam Electric Drives Co., Ltd.
- 廊坊科森電器有限公司
- India Nippon Electricals(INEL)